# Tiefbunker Dag-Hammarskjöld-Platz
Koordinaten: 53° 33′ 30,9″ N, 9° 59′ 29″ O

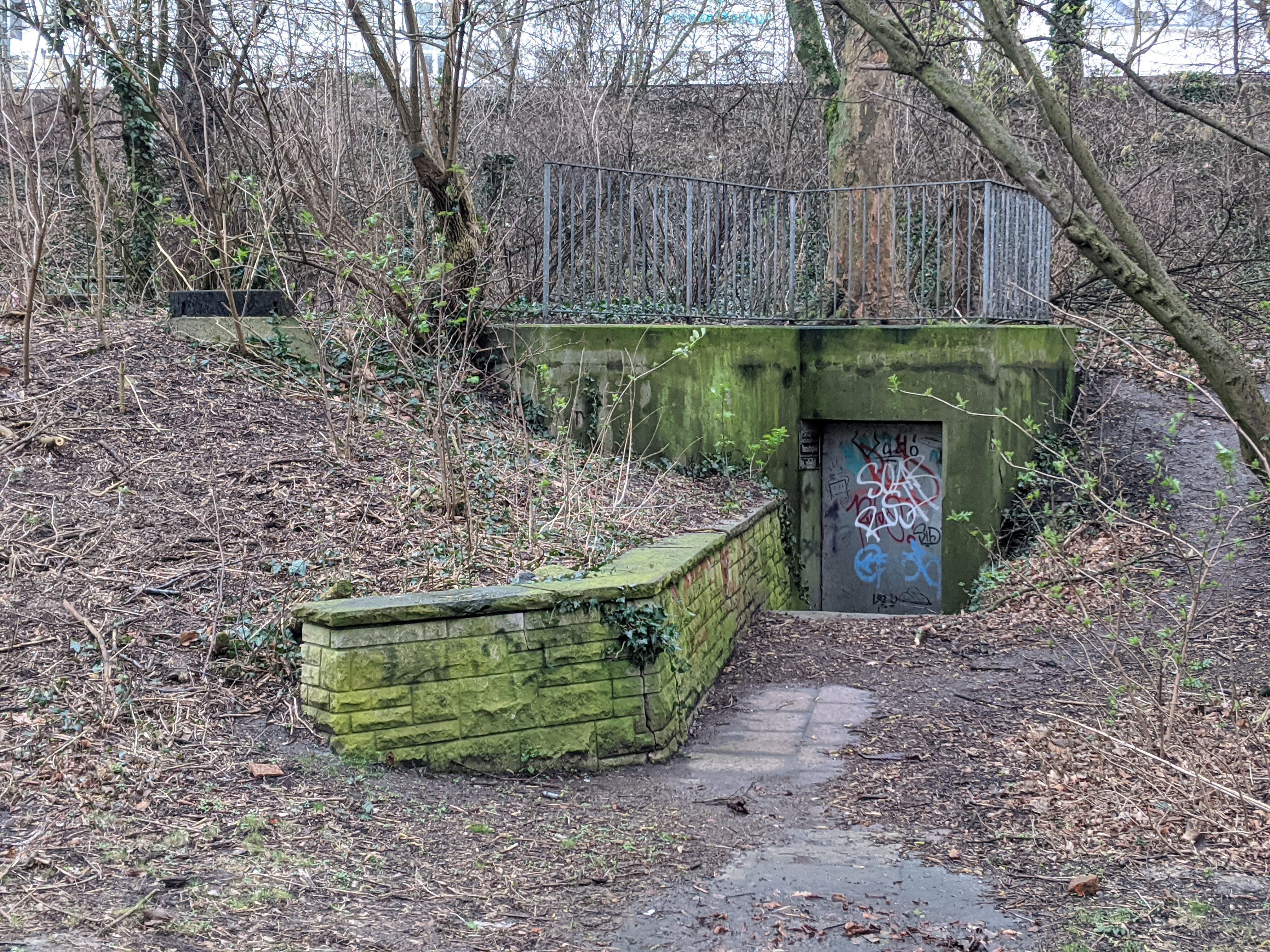
Nördliches Einstiegsbauwerk, im Hintergrund die Trasse der Verbindungsbahn

Der Tiefbunker Dag-Hammarskjöld-Platz (oder auch Dammtorpark I und II) ist ein aus zwei Schutzräumen bestehender Tiefbunker im heutigen Gustav-Mahler-Park in Hamburg.

## Geschichte
Die Anlagen wurden als Ersatzbauwerk für das 3 Röhrenschutzbauwerk Neuer Jungfernstieg / Lombardsbrücke errichtet und 1963 an das Bezirksamt Hamburg-Mitte übergeben. Das Röhrenschutzwerk befand sich an der Binnenalster, schräg gegenüber vom Finnlandhaus.

## Technisches
Der Tiefbunker bietet Schutz für 104 bzw. 48 Personen. Es gibt 101 Sitz- und 51 Liegeplätze. Der Tiefbunker ist an die Strom- und Wasserversorgung sowie die Abwasserentsorgung angeschlossen. Es existiert allerdings keine Notstromversorgung und die Anlagen verfügen über keine eigenen Brunnen. Im Verteidigungsfall ist daher eine intakte Infrastruktur notwendig.